# Grímsfell
Grímsfell är en kulle i republiken Island. Den ligger i regionen Västfjordarna, 170 km norr om huvudstaden Reykjavík. Toppen på Grímsfell är 460 meter över havet.
Trakten runt Grímsfell är nära nog obefolkad, med mindre än två invånare per kvadratkilometer. Närmaste större samhälle är Hólmavík, nära Grímsfell. Trakten runt Grímsfell består i huvudsak av gräsmarker.